# Król Sknerus Pierwszy
Król Sknerus Pierwszy (ang. His Majesty, McDuck) – komiks Dona Rosy, po raz pierwszy opublikowany w 1989 r. (pierwsze polskie wydanie - pod tytułem Jego Wysokość McKwacz - pochodzi z 2011 r.).

## Fabuła
Sknerus McKwacz znajduje na terenie skarbca mosiężną tabliczkę z XVI wieku, nosząca nazwisko Francisa Drake'a. Chcąc potwierdzić jej autentyczność, zaczyna lepiej poznawać historię Kaczogrodu. W ten sposób dowiaduje się, że teren, na którym znajduje się jego skarbiec, formalnie nie jest częścią Stanów Zjednoczonych. Węsząc okazję do rekordowego zysku, McKwacz ogłasza swoją działkę odrębnym państwem. Problemy pojawiają się, gdy McKwaczlandię – zamieszkałą jedynie przez Sknerusa, Donalda i siostrzeńców – atakuje Afer McPazer i Bracia Be.

## Analiza
Historia opisana w komiksie jest zainspirowana filmem Paszport do Pimlico z 1949 r., w którym Pimlico, dzielnica Londynu, ogłasza niepodległość, by uniknąć powojennych ograniczeń w Wielkiej Brytanii,
Tabliczka z komiksu jest nawiązaniem do mosiężnej tabliczki Drake'a – XX-wiecznego oszustwa archeologicznego, którego autentyczność była przedmiotem sporów przez 40 lat.